# Franz Dölger
|  | Per a altres significats, vegeu «Franz Joseph Dölger». |

Franz Dölger (Kleinwallstadt, 4 d'octubre del 1891 – Múnic, 5 de novembre del 1968) fou un bizantinista alemany. Les seves principals obres inclouen contribucions molt notables a l'estudi de la diplomàcia romana d'Orient i la seva feina com a redactor en cap de la revista Byzantinische Zeitschrift entre el 1931 i el 1963. Fou membre de l'Acadèmia Bavaresa de les Ciències i rebé doctorats honoris causa de les universitats d'Atenes, Tessalònica i Sofia. El 1962 fou condecorat amb l'orde Pour le Mérite.